# Les Tripes au soleil
Pour plus de détails, voir Fiche technique et Distribution.
Les Tripes au soleil est un film franco-italien réalisé par Claude Bernard-Aubert et sorti en 1959.

## Synopsis
Dans la ville de Cicada, naguère florissante grâce à un barrage désormais détruit, règne la ségrégation raciale. Mais une histoire d'amour débute entre deux jeunes gens, le Blanc Bob Stanley et la Noire Bessie Vance, ce qui provoque un déchaînement de violence entre communautés. La découverte d'une source va permettre la réconciliation des familles de Bob et de Bessie qui abandonneront Cicada pour créer une nouvelle ville.

## Fiche technique
- Titre original français : Les Tripes au soleil
- Titre italien : Questione di pelle
- Réalisateur : Claude Bernard-Aubert
- Scénario et dialogues : Claude Bernard-Aubert et Claude Accursi
- Photographie : Jean Isnard
- Musique : André Hodeir
- Son : André Louis
- Montage : Gabriel Rongier
- Décors : Jean-Paul Coutan-Laboureur
- Assistants réalisateur : Ado Kyrou, Jacques Guymont et Raoul Sangla
- Production : Lodice Films (Paris) - Zodiaque Productions (Paris) - Globe Film International (Rome)
- Pays :  France -  Italie
- Durée : 125 minutes
- Date de sortie : France - 6 mai 1959

## Distribution
- Jacques Richard : Bob Stanley
- Grégoire Aslan : le père de Bob
- Toto Bissainthe : Bessie Vance
- Douta Seck : Vance
- Doudou Babet : le vagabond
- Roger Blin : Slim
- Alice Sapritch
- Daniel Emilfork
- Lucien Raimbourg
- Guy Tréjan
- Noële Noblecourt
- Ababacar Samb Makharam
- Moulay El kebir Boufathal